# Schilling (Glockengießerfamilie)

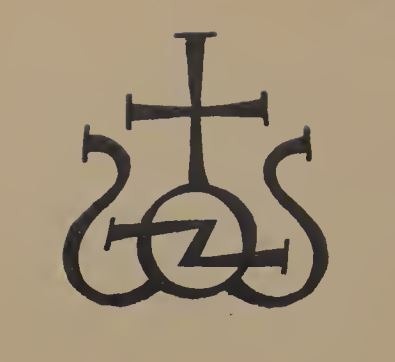
Schilling Glockengiesserei in Apolda (Thüringen, Deutschland) - historisches Logo

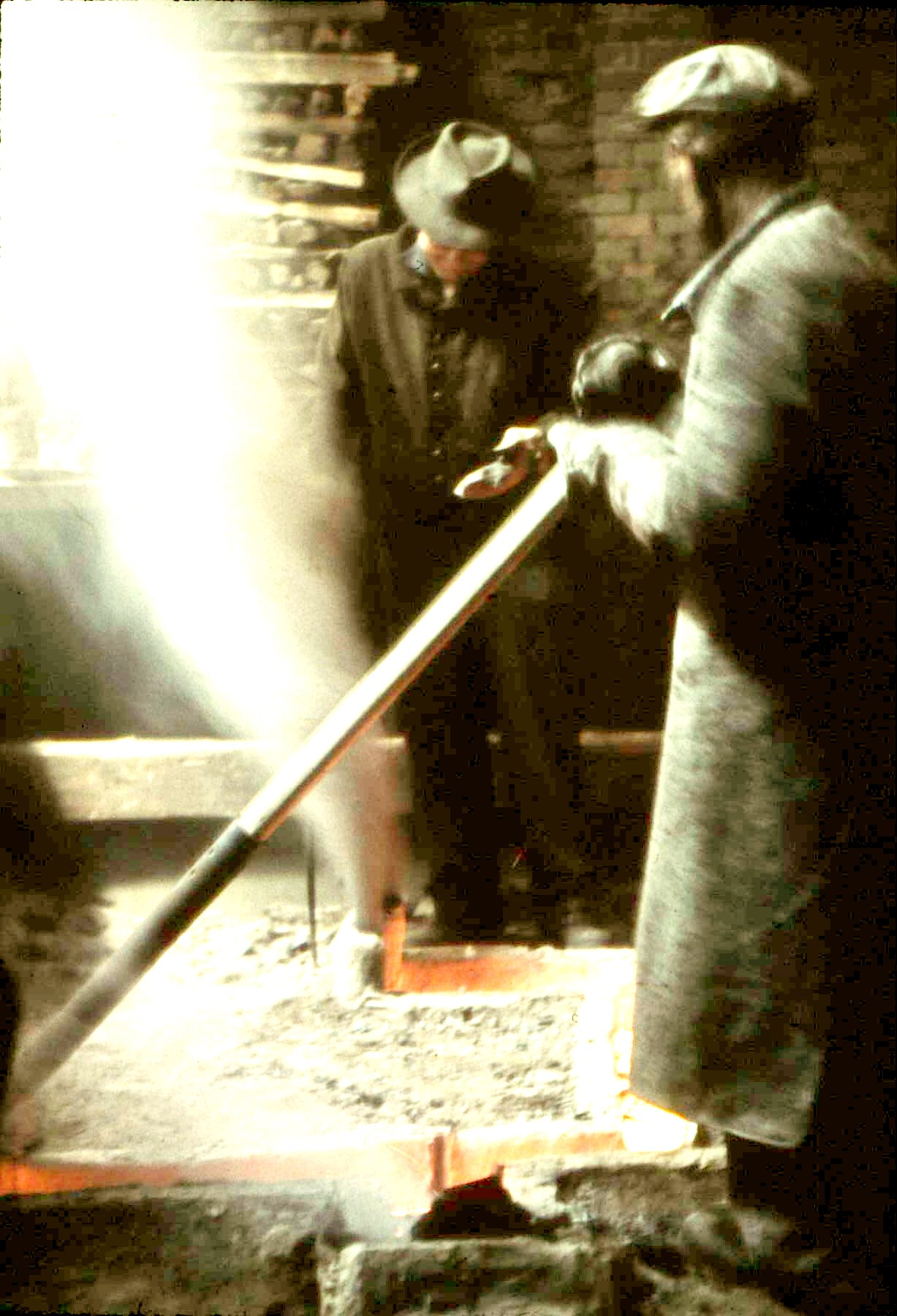
Glockengießermeister Franz-Peter Schilling (Mitte) bei einem Glockenguss 1965

Fünf Generationen der Glockengießerfamilie Schilling in Apolda prägten die Entwicklung der thüringischen Kleinstadt zur überregional bekannten Glocken-Stadt im 19. und 20. Jahrhundert maßgeblich mit. Die Familiengeschichte als Unternehmer begann 1868 mit der Einheirat in die Familie Ulrich. Letzte Angehörige dieser Kunsthandwerks-Dynastie ist Margarete Schilling (* 1932), Autorin und Expertin für Glocken und Carillons.

## Franz Schilling
Franz Friedrich August Schilling wurde 1853 geboren. Seine Schwester heiratete 1865 den Glockengießer Carl Richard Emil Ulrich in Apolda. 1868, also mit 15 Jahren, wurde Franz Schilling in das Unternehmen seines Schwagers aufgenommen und erlernte dort das Glockengießerhandwerk. Bereits 1877 wurde er Teilhaber des Unternehmens; ein Jahr später schied sein Schwager ganz aus dem Geschäft aus. Er lebte bis 1926.
Als Franz Schilling den Betrieb C. F. Ulrich in der Unteren Bahnhofstraße in Apolda Ende 1878 übernahm, existierten außer der Gießerei Gebrüder Ulrich in der Apoldaer Glockengießereistraße noch viele derartige Firmen. Angesichts dieser Konkurrenz war es für Franz Schilling wichtig, sich zwischen Handwerk und beginnender Industrialisierung zu entscheiden und die Nebenproduktion der Vorgänger aufzugeben. Der allgemeine wirtschaftliche Aufschwung und die verhältnismäßig lange währende Friedenszeit ermöglichten es ihm, seine schöpferischen Fähigkeiten zu entfalten. 1889 errichtete er in Allenstein (ehemals Ostpreußen) eine Filiale, in der mehr als ein Jahrzehnt Glocken gegossen und ausgeliefert wurden.
Im Jahr 1895 verlieh ihm das Herzoglich-Sächsische Staatsministerium Weimar den Titel eines „Hofglockengießers“ – dieser Titel war von unschätzbaren Wert für die Aufwärtsentwicklung des Betriebes, da wichtige Auftraggeber um des Wörtchens „Hof“ willen, das für sie Qualität und Ehre bedeutete, dort Glocken in Auftrag gaben. Die Gießbücher Franz Schillings dokumentierten die Leistungsfähigkeit der Gießerei von 1878 bis 1901. Sie ist beachtlich, da der Bedarf an Glocken zu jener Zeit durch die große Anzahl der existierenden Glockengießereien so gut wie gedeckt war und fast nur noch bei Kirchenneubauten oder Glocken-Erneuerungen Aufträge zu erhalten waren. Schillings Schwager und Vorgänger Richard Ulrich lieferte in 15 Jahren knapp 500 Glocken, Franz Schilling kam in 18 Jahren auf das Dreifache. Im Merkbuch führte er von 1878 bis 1889 2.245 Glocken auf, von 1902 bis 1911 goss er 3.012 Stück, also insgesamt 5.457 Glocken.
Franz Schilling wurde besonders als Gießer sehr großer Glocken berühmt. 1894 goss er die Glocken für die Kaiser-Wilhelm-Gedächtniskirche in Berlin. 1899 schuf er die Glocken der Kreuzkirche in Dresden, die beide Kriege und die Zerstörung Dresdens überstanden. Aus den Gießbüchern ist ersichtlich, dass viele seiner Glocken aus Kanonen gegossen wurden.

## Generationswechsel: Otto Schilling und Friedrich Schilling
1911 übernahmen die beiden älteren Söhne Otto und Friedrich Schilling unter dem Firmensignet „Hofglockengießerei Franz Schilling Söhne, vormals Carl Friedrich Ulrich“ den Betrieb. Otto Schilling wurde später ebenfalls zum Hofglockengießer ernannt. In der Firma wurden in den wenigen Jahren vor dem Ersten Weltkrieg sehr viele Glocken gegossen, so auch zehn Glocken für die Michaeliskirche in Hamburg.
Die Glockengießerei Franz Schilling Söhne entwickelte sich zur größten und bedeutendsten Glockengießerei in Deutschland. Ihre Erzeugnisse wurden zu einem beträchtlichen Teil auch über die Grenzen des Landes ausgeführt. Doch der Ausbruch des Ersten Weltkrieges brachte einschneidende Veränderungen, Franz Schilling musste die Geschäfte wieder allein führen, da seine Söhne eingezogen wurden.

## Hartgussglocken „Schilling & Lattermann“
Um die Lücken im Glockenbestand der Nachkriegszeit wieder zu füllen, gründeten der Glockengießermeister Otto Schilling und der Hammerwerksbesitzer Gottfried Lattermann in Morgenröthe-Rautenkranz im Vogtland 1918 eine OHG zum Zwecke des Gusses und Vertriebs von Hartgussglocken für Kirchen, Schulen und ähnliche Einrichtungen unter der Firmenbezeichnung Schilling & Lattermann. Der Sitz war Apolda, die Dauer der Zusammenarbeit bis 1927 festgelegt, sie bestand jedoch bis 1966. Die Führung der Geschäfte stand nur dem Gesellschafter Schilling zu, der den gesamten Vertrieb der Glocken, die Werbung, die zur Erlangung von Aufträgen erforderlichen Reisen, den Abschluss der Lieferverträge und dergleichen übernahm.
Lattermanns Verpflichtung war, sämtliche in Auftrag gegebene Glocken in seinem Morgenröther Werk nach den Angaben und Entwürfen von Schilling gießen zu lassen. Die dort gegossenen Glocken wurden nach Apolda gebracht und in der Schmiede und Schlosserei mit Armaturen und Glockenstühlen versehen.
Im Jahre 1919 kam zudem ein Vertrag mit der Berndorfer Metallwarenfabrik in Berndorf über die Einrichtung einer Bronzeglockengießerei zustande, der bis 1927 galt.

## Franz August Schilling als Nachfolger des verstorbenen Friedrich Schilling
Im Jahre 1927 wurde der jüngste Sohn des Glockengießers Franz Schilling, Franz August Schilling, Mitinhaber der Glockengießerei Franz Schilling Söhne. Er übernahm auch die Aufgaben seines 1928 verstorbenen Bruders Friedrich Schilling. Obwohl sich durch die allgemeine Wirtschaftskrise der Existenzkampf weiter verschärfte, wurden Glocken und Glockenspiele für viele Kirchen und andere Einrichtungen gegossen, darunter für die Herz-Jesu-Kirche in Zürich in der Schweiz, für Kirchen in Reykjavík in Island und in Philadelphia in den USA.
Im Jahre 1931 beschäftigte die Firma Schilling 70 Arbeitskräfte. Sie übernahm noch die Glockengießerei Heller in Rothenburg ob der Tauber, 1936 auch die Radlersche Glockengießerei in Hildesheim. Bis 1931 entstanden in Apolda mehr als 12.000 Glocken – ein bedeutender Anstieg an Aufträgen aus dem Ausland sprach für den internationalen Ruf der Gießerei: Die Glocken gingen nach Argentinien, Australien, Belgien, Brasilien, China, Dänemark, Finnland, Griechenland, Indien, Island, Japan, Jerusalem, Norwegen, Österreich, Russland, Schweiz und USA.
In der Zeit vor dem Zweiten Weltkrieg ging der Umsatz trotz ausgeführter Großprojekte wie Glockenspiele für die NS-Ordensburg Krössinsee und andere Einrichtungen beträchtlich zurück. Im Jahre 1939 fand in Apolda der letzte Guss für Lenk in den Berner Alpen statt. Otto Schilling schreibt am 8. Oktober 1939 in sein Gießbuch: „Das Gießen von Glocken ist verboten.“ Da die Schillings eine Beteiligung am Kriegsgeschäft ablehnten, schlossen sich die Tore der Gießerei für Jahre.

## Zweiter Weltkrieg
Im zweiten Jahr des Zweiten Weltkrieges war die deutsche Kriegswirtschaft – ähnlich wie 1917 – in große Bedrängnis geraten, da es ihr an den für die Kriegsführung dringend benötigten Buntmetallen mangelte, insbesondere waren die verfügbaren Vorräte an Kupfer und Zinn bedenklich geschrumpft. Wie im Jahre 1917 beschlagnahmte die Regierung wieder Bronzeglocken. Neben vielen anderen wurden auch die Glocken des Hofglockengießers Franz Schilling für die Kaiser-Wilhelm-Gedächtniskirche in Berlin vernichtet. Sein Sohn Franz August Schilling schreibt am 16. November 1942 in Berlin an seine Frau: „Gestern, Sonntag, ging ich an der Kaiser-Wilhelm-Gedächtniskirche vorbei, da lag neben dem Hauptportal der untere Teil der großen Glocke. Sie ist nun auch zerschlagen worden. Auf dem ersten Stück, das ich sah, las ich ,Franz Schilling’, da wurde es mir doch sehr weh ums Herz.“

## Nach Ende des Zweiten Weltkriegs
1945 kam der Wiederaufbau der Glockengießerei Franz Schilling Söhne nur schwer in Gang. Metallmangel und der Mangel an Facharbeitern erschwerten die ohnehin schwierige allgemeine Situation. Zunächst waren nur Umgüsse möglich; die ersten Neugüsse fanden im August 1946 statt, dazu verwendete man auch Kupferdraht, zerbrochene und zerbeulte Zinngefäße sowie Glockenschrott.

### Franz August Schilling
Die Arbeitskräfte wurden für den Wiederaufbau der zerbombten Städte benötigt. Franz August Schilling (* 2. Februar 1897 in Apolda; † 10. Oktober 1977 in Apolda; oft als Franz Schilling benannt) schrieb 1948 in das Gießbuch: „Homburg ging durch, weil ungelernte und uninteressierte Arbeiter die Form aufgemauert haben.“ Zu jener Zeit war der künftige Arbeiterstamm, der Jahrzehnte im Betrieb verblieb, nur auf dem Montageplatz der Schmiede und Schlosserei beschäftigt. Franz August Schilling kümmerte sich später zudem noch als Glockenkustos in den Glockenlagern Oranienburg, Hettstedt und Ilsenburg um die Sicherstellung der im Krieg nicht eingeschmolzenen Glocken und konnte die Heimatorte von mehr als 1.300 Glocken ermitteln.
Nach dem Zweiten Weltkrieg gewannen auch Hartgussglocken aus Morgenröthe-Rautenkranz wieder an Bedeutung, die Gemeinden sammelten Hufeisen, alte Ketten und ähnliches für die Glockenspeise. Nochmals gingen Tausende Glocken aus Morgenröthe in viele Weltteile für Kirchen, Schulen und Schiffe, darunter auch die Glocke für Lambaréné an Albert Schweitzer. Auch die Oder-Neiße-Friedensglocke in Frankfurt/Oder ist eine Hartgussglocke. Mit der Verzierung von Glocken beauftragte Franz Schilling Künstler wie Elly-Viola Nahmmacher, Kurt Grohmann und Horst Jährling.
Erst in den 1950er Jahren war der Metallmangel behoben. In der Glockengießerei Franz Schilling Söhne entstanden wieder viele Bronzeglocken, etwa für den Erfurter Dom, den Meißner Dom, die St.-Hedwigs-Kathedrale in Berlin sowie die Buchenwald-Glocke. Glocken wurden nach Bayern, Hessen und in andere Länder geliefert, ab 1968 exportierte die Firma ein Jahrzehnt lang Glocken in die ČSSR nach Mähren, Böhmen und in die Slowakei, darunter große Geläute für Brünn und Blatná sowie Glocken für Prag. Seine letzten Glocken goss Franz August Schilling 1969 für Jasenná und Ranzin.
Franz Schilling war verheiratet mit Margarete Schilling, geborene Hänke. Ihr Sohn Franz Peter Schilling kam am 13. Februar 1930 in Jena zur Welt. 1956 hatte Franz Schilling einen Verkehrsunfall, der seine Arbeitsfähigkeit dauerhaft einschränkte. Daraufhin holte er seinen Sohn vom Studium in der Bundesrepublik Deutschland zurück nach Apolda und machte ihn zum Gesellschafter. Ende 1969 zwang ein Herzinfarkt Franz Schilling, sich weitestgehend aus der Arbeit in der Glockengießerei zurückzuziehen. Ab Anfang 1970 musste Sohn Peter Schilling die Gießerei ohne seinen Vater weiterführen.
Die Glockenstadt Apolda verdankt Franz August Schilling zudem Leihgaben des inzwischen über 50 Jahre existierenden Glockenmuseums, das die Entwicklung der Glocke von den Anfängen bis zur Gegenwart zeigt.

### Otto Franz Georg Schilling und Friedrich Wilhelm Schilling
Die Söhne des Hofglockengießers Otto Schilling, Otto Franz Georg Schilling (1911–1973) und Friedrich Wilhelm Schilling (1914–1971) trugen viel zur Verbesserung des Klanges der Schilling-Glocken, besonders in Bezug auf Glockenspiele, bei; sie erforschten intensiv die Teiltonreihen und entwickelten diese weiter, ein langwieriger Prozess bei der zeitraubenden Glockenherstellung.
Otto Franz Georg Schilling studierte 1930 bis 1934 Mathematik an den Universitäten in Jena, Göttingen sowie Marburg (wo er auch 1935 promoviert wurde: „Über gewissen Beziehungen zwischen der Arithmetik hyperkomplexer Zahlsysteme und algebraischer Zahlkörper“, Mathematische Annalen Bd. 111, 1935, S. 372) und arbeitete 1934/35 am Trinity-College Cambridge in England, von 1935 bis 1937 in Princeton, später als Dozent an der Universität in Chicago, avancierte zum Ordentlichen Professor und blieb dort bis 1960. Eine Reihe hervorragender Publikationen festigten seinen wissenschaftlichen Ruf und brachten ihm großes Ansehen ein. Er starb im Alter von 62 Jahren. Sein Tod war ein großer Verlust, da er im Rentenalter wieder seine Forschungen an den Glockenrippen aufnehmen wollte.
Friedrich Wilhelm Schilling (1914–1971) war der jüngste Sohn des Apoldaer Hofglockengießers Otto Schilling. Er kam 1949 nach Heidelberg, um sich – da die Apoldaer Glockengießerei noch von seinem Vater Otto Schilling und seinem Onkel Franz Schilling geführt wurde – eine eigene Existenz zu gründen. Er hatte bereits mit zwölf Jahren in Apolda die erste Glocke gegossen. Seine Ausbildung ergänzte er bei der Firma Rüetschi in Aarau und schloss sie bei Friedrich Hamm in Staad bei Rohrschach im Jahre 1933 ab. Nach dem Zweiten Weltkrieg war er Kustos des Glockensammellagers Hamburg und wie sein Onkel Franz in Apolda bei der Rückführung der Glocken tätig. Er sorgte für die Heimkehr von mehr als 13.000 Glocken, die im Hamburger Freihafen lagerten und vom Einschmelzen verschont geblieben waren.
Da es sich in Heidelberg um einen vollständigen Neubeginn handelte, zudem mit Arbeitskräften, die zuvor weder in einer Formerei noch in einer Gießerei tätig gewesen waren, erschienen die Schwierigkeiten in der ersten Zeit enorm. Doch Friedrich Wilhelm Schilling überwand diese Zeit schnell, das 1953 gegossene elfstimmige Geläut von St. Lorenz in Nürnberg zeigte bereits seine Meisterschaft. Ausgehend von den Rippen der väterlichen Gießerei in Apolda entwickelte er bald seine eigene Linie, die sich später von der in Apolda klanglich unterschied. Unterstützt wurde er, wie auch der Thüringer Betrieb, von seinem älteren Bruder, dem Mathematiker Otto Schilling.
Friedrich Wilhelm Schilling bevorzugte schwere und überschwere Rippen. Hartgussglocken ließ er ebenfalls in einem anderen Betrieb fertigen, bei J. F. Weule in Bockenem im Harz – jenem Betrieb, der seinerzeit als Ulrich & Weule sehr viele Hartgussglocken produziert hatte. Sie wurden nach Friedrich Wilhelm Schillings Glockenrippen gegossen und verhalfen ihm zum Startkapital für den Aufbau und den Erhalt seines Betriebes. Er versah sie in Heidelberg mit Armaturen.
Nahezu 8.000 Glocken gingen aus der Heidelberger Gießerei in alle Welt; von den größten Kathedralen und Kirchen ertönen sie, erkennbar an ihrem ausgezeichneten Klang. Seine mächtigste Glocke hängt seit 1960 in der Marktkirche in Hannover. Er starb im Alter von 56 Jahren. Die von ihm in Heidelberg betriebene Glockengießerei wurde 1982 von der Carl Metz GmbH in Karlsruhe übernommen und in die von dieser Gesellschaft geführte Bachertsche Glockengießerei integriert. Dort wurde auch mit Schilling-Rippen gearbeitet.

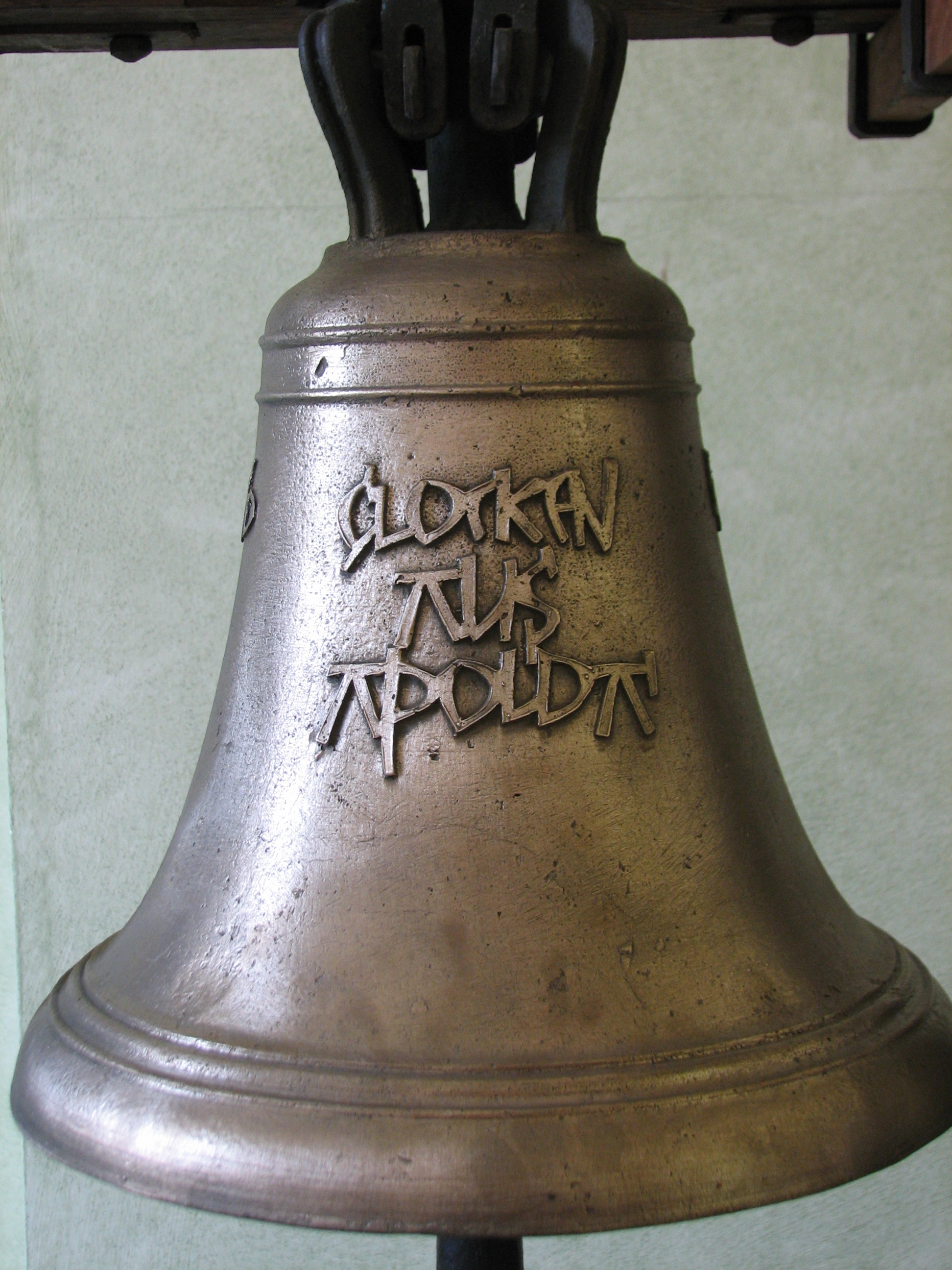
Jubiläums-Glocke von 1976 mit der Aufschrift Glocken aus Apolda im Rathaus von Apolda: Anlass zum Guss war das Jubiläum 150 Jahre Glockengießerei Ulrich und Schilling (seit 1826) – die rückseitige Jahreszahl 1722 verweist auf Apoldas ersten Glockengießermeister Johann Christoph Rose. Gegossen von Peter Schilling, gestaltet von Horst Jährling.

### Letzte Generation: Franz Peter Schilling und Margarete Schilling
Im Jahr 1956 war der Sohn des Glockengießers Franz August Schilling und seiner Ehefrau Margarete Schilling, geborene Hänke, Franz Peter Schilling (* 13. Februar 1930 in Jena; oft als Peter Schilling benannt), als Gesellschafter in die beiden OHG Franz Schilling Söhne und Schilling & Lattermann eingetreten. Er verlebte seine Kindheit in Apolda, ging dort zur Grund- sowie zur Oberschule und legte das Abitur ab. Schon seit Kindertagen interessierten ihn Naturwissenschaften, Technik und Kunst, und er verbrachte viel Zeit in der elterlichen Glockengießerei in der Bernhardstraße 45. Nach Schulabschluss erlernte er das Gießereihandwerk bei seinem Vater sowie im Zweigbetrieb Lattermann in Morgenröthe-Rautenkranz, wo Eisenhartgussglocken gegossen wurden. Sein praktisches Gesellenprüfungsstück war – wie hätte es anders sein können – eine Glocke.
Von 1949 bis 1954 studierte er in Mainz und München Volkswirtschaft, Betriebswirtschaft und Jura. Als sein Vater 1956 nach einem Verkehrsunfall nicht mehr in der Lage war, die Gießerei allein zu leiten und zu gießen, rief er seinen Sohn nach Apolda in die DDR zurück. Im gleichen Jahr wurde Peter Schilling Gesellschafter der Glockengießerei. 1960 legte er an der Handwerkskammer Erfurt seine Prüfung als Glockengießermeister ab. Er erhielt den renommierten Titel eines Anerkannten Kunsthandwerkers. Schilling soll damals DDR-weit der einzige Glockengießermeister für Bronze gewesen sein. Ab Anfang 1970 musste Peter Schilling die Gießerei ohne seinen Vater, der einen Herzinfarkt erlitten hatte, führen – ihm aktiv zur Seite stand seine Frau Margarete Schilling, die er 1966 geheiratet hatte.

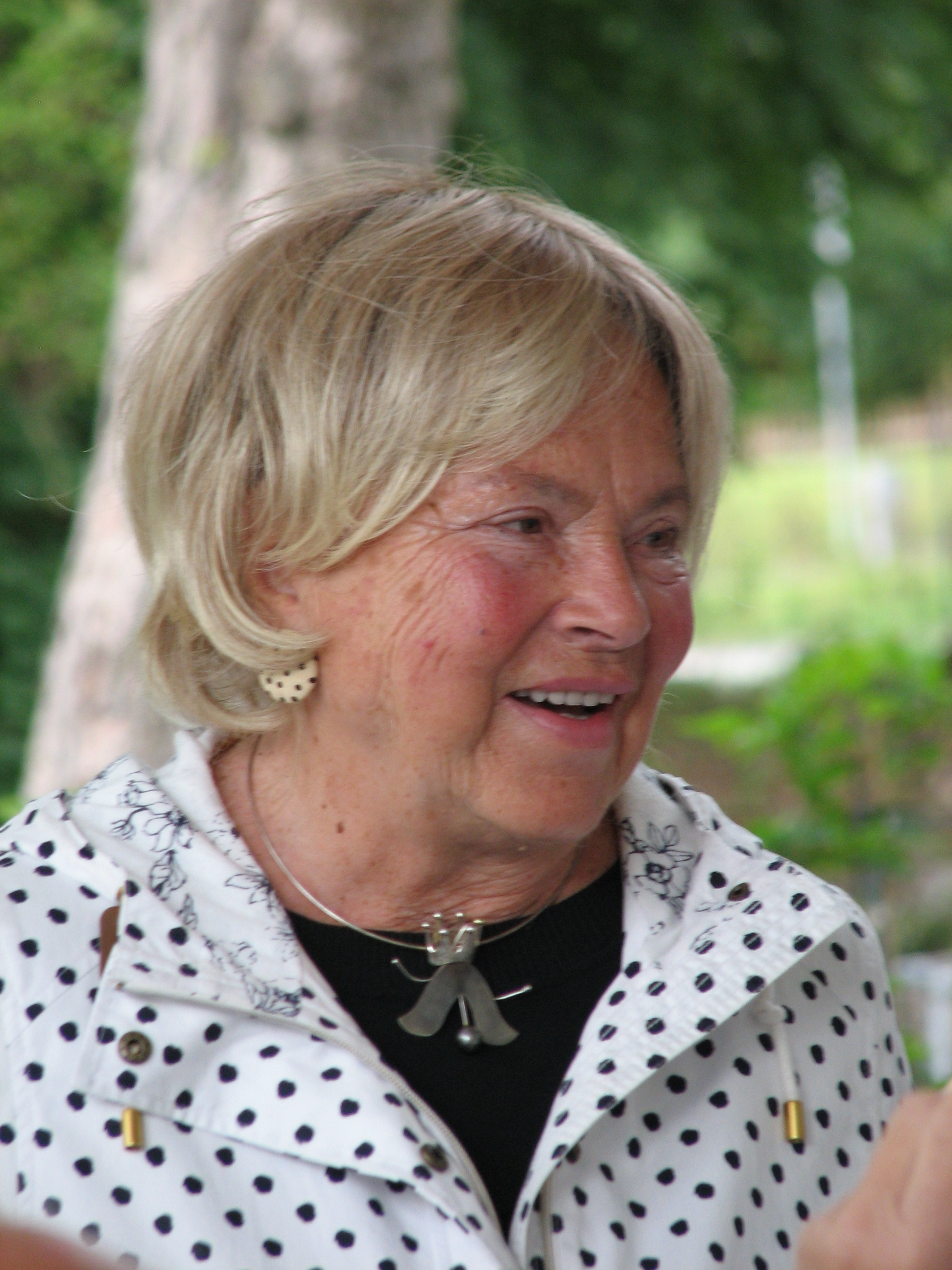
Margarete Schilling, Foto vom 4. Juli 2017

1972 wurde die Glockengießerei Schilling zwangsenteignet und als Volkseigener Betrieb unter dem Namen „VEB Apoldaer Glockengießerei“ weitergeführt; Peter Schilling wurde formal Betriebsdirektor, Margarete Schilling Technischer Direktor. Doch 1976 verließen die Eheleute das Unternehmen. Sie setzten die Familientradition außerhalb fort und arbeiteten als freiberufliche Künstler weiter, projektierten Glocken, Glockenspiele und Spieleinrichtungen, die von weit entfernten Werkstätten gefertigt wurden. Sie verfassten Glocken-Gutachten und erstellten auf Kirchtürmen Klanganalysen.
1984 wurde Schilling mit der Verdienstmedaille der DDR geehrt. 1987/1988 war er auf der X. Kunstausstellung der DDR in Dresden vertreten.
Am 10. Dezember 1986 erhielt Peter Schilling das DDR-Patent Nr. 155 083 für die Erfindung von Mangan-Aluminium-Mehrstoffbronze für Glocken. Ab 1990 litt er an Durchblutungsstörungen, so dass er 1994 an den Beinen amputiert wurde. Ein Schlaganfall im Herbst 2000 nahm ihm die Möglichkeit, weiter produktiv tätig zu sein. Er starb am 9. September 2001 zuhause in Apolda.
Ehrungen
- Peter und Margarete Schilling wurden für ihr 1987 übergebenes Glockenspiel im Französischen Dom mit dem Goethe-Preis der Stadt Berlin geehrt.[7]
- Im Jahr 2000 wurden Peter und Margarete Schilling mit der „Medaille für besondere Verdienste um die Stadt Apolda“ ausgezeichnet.
- Zum Andenken an und als Dank für den letzten Glockengießermeister Franz Peter Schilling (1930–2001) – und damit wohl auch für die viele Generationen umfassende Schillingsche Glockengießer-Tradition und deren Verdienste für die Stadt – gibt es in Apolda die Peter-Schilling-Straße[8].

### Das Ende der Glockengießer-Tradition in Apolda

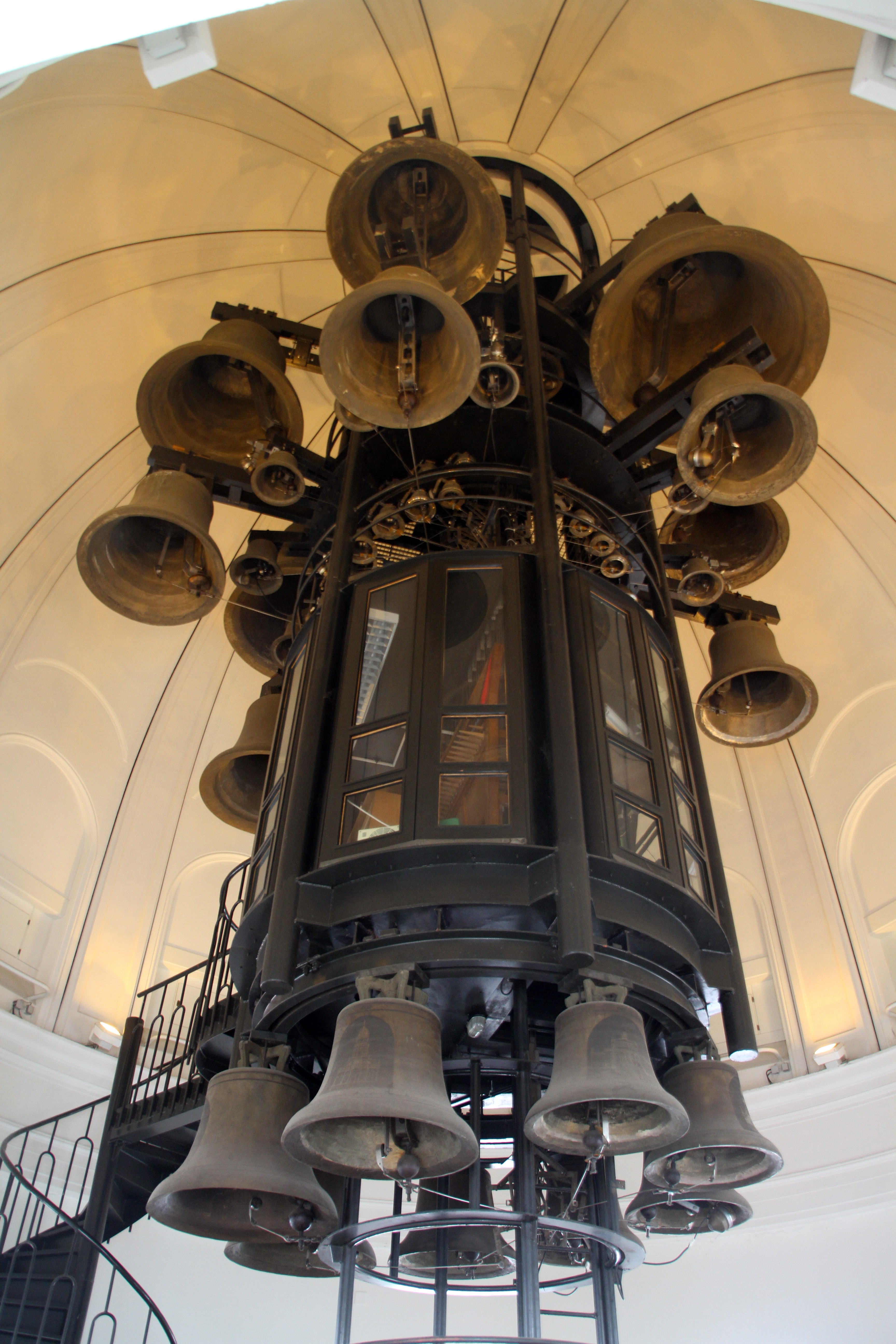
Schilling-Glockenspiel im Französischen Dom in Berlin

Die Gießerei wurde von den Staatlichen Organen der DDR nach dem Anschluss an eine Eisengießerei in ein Kombinat für Labormöbel und Elektrogerätebau überführt, bis sie 1988 trotz vorliegender Aufträge endgültig geschlossen wurde. Hauptursache war vor allem die rapide gesunkene Qualität der gegossenen Glocken.
Damit ging die Jahrhunderte alte Ära der Glockengießer-Dynastie Schilling aus Apolda zu Ende, deren Chronistin Margarete Schilling ist. Zahlreiche Schilling-Glocken und -Carillons beweisen bis heute mit eindrucksvollem Klang sowohl in Deutschland als auch in Argentinien, Australien, Belgien, Brasilien, der Volksrepublik China, Dänemark, Finnland, Griechenland, Indien, Island, Israel (Jerusalem), Japan, Norwegen, Österreich, Russland, der Schweiz und den USA diese einzigartige Handwerkskunst aus Thüringen.
Um zu beweisen, dass nicht die bewährten „Schilling-Rippen“ – also das Profil der Glocke, mit dem der Glockengießermeister im Voraus den Klang bestimmte und festlegte – an der Misere der vielen Fehlgüsse schuld waren, gaben Peter und Margarete Schilling ihre Kenntnisse an zwei Betriebe in Waren (Müritz) und Pößneck weiter. Dort entstanden nach Schillingschen Projektierungen viele Glockenspiele, so für die Nikolai-Kirche und den Französischen Dom in Berlin, für Dessau, Gera, Mühlhausen/Thüringen, Offenburg, Rostock, Wechselburg.
Das größte Glockenspiel für den Roten Turm in Halle (Saale) stellten Peter und Margarete Schilling in den 1990er Jahren mit der Karlsruher Glockengießerei fertig. Sie standen mit der Glocken- und Kunstgießerei Carl Metz GmbH seit 1990 in Verbindung. In den zehn Jahren der Zusammenarbeit entstanden dort viele Glocken mit Schilling-Rippen, so für den Schweriner Dom sowie Glockenspiele für verschiedene deutsche Städte und auch für ausländische Auftraggeber. Das erste gemeinsame Glockenspiel wurde nach Spanien geliefert. Die Glockengießerei Rudolf Perner in Passau goss ebenfalls Glocken nach Schilling-Rippen.

## Nach der Deutschen Einheit
Die Apoldaer Glockengießerei wurde 1990 an die Glockengießerfamilie Schilling zurückgegeben, verfallen und ausgeräumt – somit war eine Wiedereröffnung ausgeschlossen. Auch die Treuhandanstalt räumte ein, dass kein Betrieb, sondern nur Immobilien übereignet werden konnten, die mit einer großen Menge von Altlasten in Form von Schrott und Schutt belastet waren.

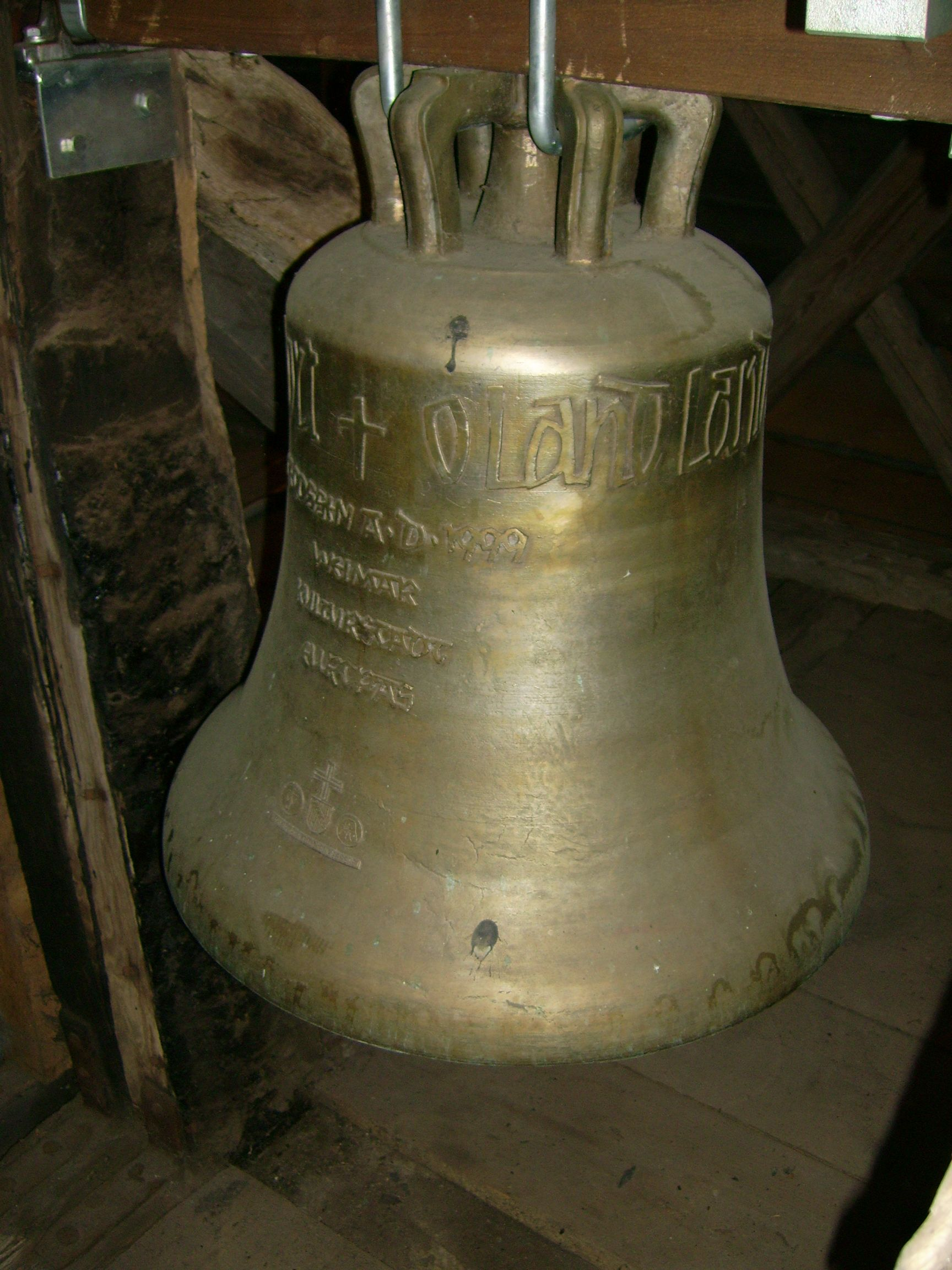
Schillings letzte Glocke im Gelmerodaer Glockenstuhl

## Die letzte Schillingsche Glocke 1999
Die letzte gemeinsam geplante und erschaffene Glocke des Ehepaars Peter und Margarete Schilling entstand für die heute als Autobahnkirche bekannte Dorfkirche Gelmeroda: Die Glocke wurde im Jahr 1999 als großes öffentliches Ereignis auf dem Markt von Weimar von der Glockengießerei Rudolf Perner aus Passau gegossen. Den Glockenschmuck schuf Horst Jährling. Damit endete die jahrhundertealte und weit über Thüringen hinaus bedeutsame Ära der Glockengießer-Dynastie Schilling aus Apolda.

## „Libera nos domine“ – „Befreie uns, Herr!“
Etwa 1950 lernte der damalige Student Horst Jährling (1922–2013) in Apolda den Glockengießermeister Franz Schilling kennen, der eine Pappel-Zeichnung Jährlings beim örtlichen Buchbinder erworben hatte. Aus diesem ersten Kontakt wurde eine fast vier Jahrzehnte währende Freundschaft und Zusammenarbeit. Der Künstler Jährling verantwortete in dieser Zeitspanne die Verzierung und Beschriftung zahlreicher Glocken-Neugüsse Schillings.
Das Äußere etlicher Glocken aus dieser Zeit, die die SED, die DDR-Regierung und andere staatliche Institutionen in Apolda bei Schilling in Auftrag gegeben hatten, waren auf deren Geheiß mit entsprechenden Symbolen, Ornamenten und Sprüchen „politisch aufgeladen“ gestaltet. Ohne dass die Auftraggeber es wussten, trugen und tragen manche dieser Glocken ein kleines, feines Zeichen bürgerlich-religiösen Protests gegen die DDR: Am untersten Rand finden sich in kleinen Buchstaben in Latein die Worte „Libera nos domine“ (auf Deutsch: „Befreie uns, Herr!“) – ein Stoßgebet, das Jährling vor dem Guss hin und wieder heimlich in die Gussform eingefügt hatte.

## Fazit
Die DDR-Staatsoberen errangen mit dem an der Glockengießerei Schilling statuierten Exempel einen Pyrrhussieg: Sie setzten erfolgreich die komplette Enteignung eines erfolgreichen Wirtschaftsunternehmens durch – und legten zugleich eine ihrer bedeutenden Quellen trocken, aus der viele Jahre beträchtliche Valuta-Einkünfte in die DDR-Haushaltskasse flossen.

## Varia
- Sowohl die Glocken, die die Glockenmänner auf dem Krochhochhaus in Leipzig anschlagen, als auch die Buchenwald-Glocke auf dem Ettersberg bei Weimar sind Zeugnisse des vielseitigen Schaffensspektrums der Glockengießerfamilie Schilling.

Peter Schilling
- Die technologische Umsetzung der Künstler-Entwürfe von Heinrich Apel für seinen Faunbrunnen in Magdeburg schuf 1975 und 1976 Peter Schilling.
- Die 65 Kilogramm schwere Bronze-Kirchenglocke, Markenzeichen der Band Pond und bei allen ihren Konzerten auf der Bühne präsent, fertigte nach den Angaben und Vorstellungen von Wolfgang Fuchs Apoldas letzter Glockengießermeister Peter Schilling.[14][15]